# Oreina ludovicae
Oreina ludovicae is een keversoort uit de familie bladkevers (Chrysomelidae). De wetenschappelijke naam van de soort werd in 1854 gepubliceerd door Étienne Mulsant.